# Medalla por el Salvamento de una Vida
La Medalla por el Salvamento de una Vida (en ruso: медаль «За спасение погибавших») es una condecoración estatal de la Federación de Rusia, otorgada a ciudadanos de cualquier nacionalidad por su valentía e ingenio para rescatar a personas en riesgo de ahogamiento. Es similar a la medalla soviética Medalla por el Rescate de Personas Ahogadas.

## Historia
La Medalla por el Salvamento de una Vida, fue establecida el 2 de marzo de 1994 por Decreto Presidencial N.º 442. Su estatuto fue modificado tres veces, primero el 6 de enero de 1999 por decreto presidencial N.º 19, nuevamente el 1 de junio de 1995 por decreto presidencial N.º 554 y, finalmente, por el Decreto Presidencial N.º 1099 de 7 de septiembre de 2010, el cual modificó todo el sistema de premios ruso lejos de las distinciones de la era soviética, esto incluyó cambios en el estatuto de la medalla.

## Estatuto
La medalla se otorga a los ciudadanos, tanto rusos como extranjeros, por el rescate de personas durante desastres naturales, en el agua, bajo tierra, en la extinción de incendios u otras circunstancias que impliquen un riesgo para la vida. La medalla puede otorgarse a título póstumo.
La Medalla se lleva en el lado izquierdo del pecho y, en presencia de otras órdenes y medallas de la Federación de Rusia, se colocaba después de la Medalla por el Coraje en un Incendio.
Cada medalla se entrega con un pequeño certificado de premio, este certificado se presentaba en forma de un pequeño folleto de cartón de 8 cm por 11 cm con el nombre del premio, los datos del destinatario y un sello oficial y una firma en el interior.

## Descripción
Es una medalla de plata circular de 32 mm de diámetro con un borde elevado por ambos lados
En el anverso de la medalla, lleva la imagen en relieve de la Orden del Coraje. En el reverso, en la parte inferior central y mitad izquierda, hay ramas de palmera, laurel y roble entrelazadas. En la mitad derecha del reverso, la inscripción en relieve «POR SALVAR UNA VIDA» (en ruso: «ЗА СПАСЕНИЕ ПОГИБАВШИХ»). En la parte inferior del reverso, debajo de las ramas justo por encima del borde inferior de la medalla, una letra «N» en relieve con una línea reservada para el número de serie del premio.
La medalla está conectada con un ojal y un anillo a un bloque pentagonal cubierto con una cinta muaré de seda verde superpuesta de 24 mm de ancho con franjas rojas en los bordes de 2 mm.

## Número de condecorados
- Hasta 2021, se habían entregado las siguientes medallas:[6]

| 1994 | 1995 | 1996 | 1997 | 1998 | 1999 | 2000 | 2001 | 2002 | 2003 | 2004 | 2005 | 2006 | 2007 | 2008 | 2009 | 2010 | 2011 | 2012 | 2013 | 2014 | 2015 | 2016 | 2017 | 2018 | 2019 | 2020 | 2021 | Total |
| ---- | ---- | ---- | ---- | ---- | ---- | ---- | ---- | ---- | ---- | ---- | ---- | ---- | ---- | ---- | ---- | ---- | ---- | ---- | ---- | ---- | ---- | ---- | ---- | ---- | ---- | ---- | ---- | ----- |
| 28   | 511  | 1984 | 1179 | 1002 | 685  | 328  | 260  | 469  | 250  | 169  | 151  | 179  | 261  | 132  | 98   | 226  | 165  | 180  | 93   | 61   | 47   | 59   | 40   | 45   | 46   | 46   | 34   | 8728  |